# Зехида
Зехида (цез. Зехиду) — село в Цунтинском районе Дагестана. Входит в состав Кидеринского сельсовета.

## География
Село находится на реке Кидеро, на расстоянии 1 км к юго-востоку от села Цунта, административного центра района.

## Население
| 1869 | 1888 | 1895 | 1926 | 1939 | 1970 | 1989 |
| ---- | ---- | ---- | ---- | ---- | ---- | ---- |
| 78   | ↗101 | ↗105 | ↘82  | ↗221 | ↘182 | ↗277 |
| 2002 | 2010 | 2021 |      |      |      |      |
| ↗398 | ↗503 | ↘273 |      |      |      |      |

### Национальный состав
По данным Всероссийской переписи населения 2010 года:
| № | Национальность | Численность, чел. | Доля |
| - | -------------- | ----------------- | ---- |
| 1 | аварцы         | 204               | 41 % |
| 2 | дидойцы        | 299               | 59 % |